# Rubicon

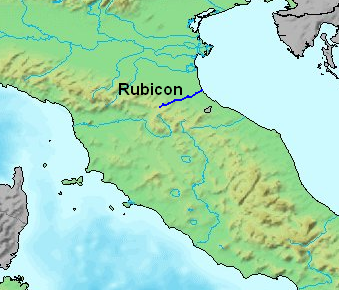
Traseul râului Rubicon

Rubicon (latină: Rubicō, italiană: Rubicone) este un râu de mică adâncime din nord-estul Italiei, având aproximativ 80 de kilometri lungime, care curge din Munții Apenini spre Marea Adriatică prin sudul regiunii Emilia-Romagna, între orașele Rimini și Cesena. Cuvântul Rubico vine din latină rubeus; adjectiv ce înseamnă roșu. Râul a fost numit astfel pentru că apele sale sunt colorate în roșu de depozitele de noroi. Expresia „Trecerea Rubiconului” înseamnă a depăși un punct fără întoarcere și se referă la traversarea râului de către Iulius Cezar în anul 49 î.Hr., lucru care a fost considerat o declarație de război. Deoarece cursul râului s-a schimbat frecvent de atunci, este imposibil să se determine exact locul pe unde curgea atunci când a fost traversat de Cezar și legiunile sale. 